# Dimitris Tzanoudakis
Dimitris Tzanoudakis (1950) è un botanico greco.
Attualmente è impiegato come professore di tassonomia delle piante, presso l'Università di Patrasso. Ha pubblicato opere sul tema della citogenetica, filogenesi, tassonomia, conservazione e della geografia delle piante, con particolare attenzione ai generi Allium e Paeonia.